# Kaiya bemboka
Kaiya bemboka är en spindelart som beskrevs av Gray 1987. Kaiya bemboka ingår i släktet Kaiya och familjen Gradungulidae.
Artens utbredningsområde är New South Wales. Inga underarter finns listade i Catalogue of Life.